# Peutenhausen
Peutenhausen ist ein Gemeindeteil der Gemeinde Gachenbach im oberbayerischen Landkreis Neuburg-Schrobenhausen und war bis 1978 eine selbständige Gemeinde.

## Lage
Das Kirchdorf Peutenhausen liegt sechs Kilometer nordwestlich von Gachenbach an der Bundesstraße 300 inmitten der Hallertau in der Planungsregion Ingolstadt.

## Geschichte
Peutenhausen zählte zum Landgericht Schrobenhausen des Kurfürstentums Bayern. Im Zuge der Verwaltungsreformen in Bayern entstand mit dem Gemeindeedikt von 1818 die Gemeinde Peutenhausen, die auch die Orte Habertshausen, Osterham und Westerham einschloss. Sie wurde am 1. Mai 1978 nach Gachenbach eingemeindet.

## Baudenkmäler
Folgende Baudenkmäler sind in der Denkmalliste gelistet:
- Katholische Filialkirche Hl. Dreifaltigkeit: spätgotischer Saalbau vom Ende des 15. Jahrhunderts
- Feldkapelle nahe der Hauptstraße